# Нікіткино
Нікі́ткино (рос. Никиткино, марій. Яндусола) — присілок у складі Медведевського району Марій Ел, Росія. Входить до складу Знаменського сільського поселення.

## Населення
Населення — 97 осіб (2010; 76 у 2002).
Національний склад (станом на 2002 рік):
- марійці — 79 %